# Превале (Литија)
Превале (словен. Prevale) је насељено место у општини Литија, Засавска регија, Словенија.

## Историја
До територијалне реорганизације у Словенији биле су у саставу старе општине Литија.

## Становништво
У попису становништва из 2011. године, Превале су имале 14 становника.
| Број становника према пописима | Број становника према пописима | Број становника према пописима |
| ------------------------------ | ------------------------------ | ------------------------------ |
| 1991                           | 2002                           | 2011                           |
| 21                             | -                              | 14                             |

Напомена: Године 1995. смањен за део насеља од којег је са издвојеним деловима насеља Прежењске Њиве, Сподње Јелење и Чепље. настало ново самостално насеље Бистрица.